# Кабу-ді-Санту-Агостінью
Кабу-ді-Санту-Агостінью (порт. Cabo de Santo Agostinho) — місто і муніципалітет в бразильському штаті Пернамбуку, частина Агломерації Ресіфі. Населення міста становить 171 тис. мешканців (2009). Економіка муніципалітету включає промисловість і торговлю (завдяки Порту Суапі), туризм (завдяки пляжам), сільське господарство.